# 수원정보과학고등학교
수원정보과학고등학교(水原情報科學高等學校)는 대한민국 경기도 수원시 영통구 원천동에 있는 공립 고등학교이다.

## 학교 연혁
- 1994년 11월 1일 : 교육법 제85조 및 지방 교육자치에 관한 법률 제41조의 규정에 의거 수원정보산업공업고등학교로 설립인가 (전자전산과 3학급, 전자통신과 2학급, 디자인과 2학급, 정보처리과 3학급)
- 1995년 3월 1일 : 초대 허영 교장 취임
- 1995년 3월 3일 : 1995학년도 신입생 입학식(10학급 540명)
- 1996년 12월 8일 : 4층 콘크리트 벽돌조 복수건물로 보통교실, 특별교실, 관리실 완공
- 1998년 2월 13일 : 제1회 졸업식(517명)
- 2003년 3월 1일 : 특수학급 1학급 설치(신입생 남 4명, 여 6명)
- 2006년 2월 7일 : 지역중심학교 예지관(禮智館) 개관
- 2008년 8월 25일 : IT분야 특성화고 지정
- 2009년 3월 1일 : 교명변경 수원정보과학고등학교
- 2009년 3월 1일 : 학과변경 디지털전자과->컴퓨터전자과, 디지털통신과->디지털네트워크과, 디자인과->캐릭터디자인과, 정보처리과->u-비즈니스과
- 2012년 3월 1일 : 교육과학기술부 지정 장애학생 통합형 직업교육 거점학교 지정
- 2014년 3월 1일 : 교육부요청 도지정 진로직업교육내실화 정책 연구학교 지정
- 2022년 3월 1일 : 제10대 위경철 교장 취임
- 2024년 1월 16일 : 제27회 졸업식 193명 (누계 10,045명)
- 2024년 3월 1일 : 학급 인가 [총 24(3)학급]
- 2024년 3월 4일 : 제30회 입학식 161명 (일반 152명, 특수 9명)

## 설치 학과
- 컴퓨터전자과
- IT소프트웨어과
- 스마트자동화과
- IT산업디자인과
- AI융합전자과
- 디자인콘텐츠과

## 참고 자료
- 수원정보과학고등학교 - 한국교육학술정보원 학교알리미